# Fluorure de sulfuryle
Le fluorure de sulfuryle (SO2F2) est un composé inorganique de la famille des oxyfluorures.

## Propriétés
Ce gaz toxique absorbe aussi fortement le rayonnement infrarouge et, pour cette raison contribue à l'augmentation de l'effet de serre. De plus, il persiste dans l'atmosphère jusqu'à 36 ans. 

Il y est aujourd’hui présent à plus de 1.5 ppt, et en forte augmentation dans l'atmosphère terrestre (+ 5 % par an). 

Selon le programme scientifique AGAGE (Advanced Global Atmospheric Gases Experiment), débuté en 2000 et clos en 2019, qui a mesuré et suivi le taux de gaz à effet de serre dans l'atmosphère à l'échelle mondiale, pour notamment comprendre les sources et puits de gaz à effet de serre, ainsi les tendances en termes de concentrations de ces gaz au fil du temps : aux États-Unis dans la période 2000–2019, il a surtout été utilisé pour la fumigation structurelle, alors qu'en Europe, il a surtout été utilisé pour les traitements agricoles post-récolte.
Sous l'appellation Profume (en Europe) et Vikane (en Amérique du nord), cette molécule est utilisée comme gaz de fumigation contre les termites et les punaises de lit en remplacement du bromométhane (qui en plus d'être gaz à effet de serre était aussi destructeur de la couche d'ozone) et de la phosphine (toxique).

## Recherche
- 2009 : Selon Jens Mühle de la Scripps Institution of Oceanography (San Diego, États-Unis), le fluorure de sulfuryle serait un puissant gaz à effet de serre avec un pouvoir de réchauffement équivalent à 4800 fois celui du dioxyde de carbone.